# Małgorzata Białecka
Małgorzata Białecka (ur. 2 kwietnia 1988 w Gdyni) – żeglarka, reprezentantka Polski w windsurfingu.

## Kariera sportowa
Małgorzata Białecka jest reprezentantką i wychowanką Sopockiego Klubu Żeglarskiego Hestia Sopot.
Zawodniczka uprawia windsurfing od 2001 roku. Do 2006 roku startowała głównie w żeglarskiej klasie mistral. Następnie rozpoczęła starty w olimpijskiej klasie RS:X.
Wnuczka Aleksandra Białeckiego, budowniczego Portu Północnego w Gdańsku.

## Najlepsze wyniki
Klasa RS:X
2016
Mistrzostwa Świata, Ejlat - 1. miejsce
2012
Puchar Świata, US SAILING’s Rolex Miami OCR – 4. miejsce
Mistrzostwa Polski, Górki Zachodnie – 1. miejsce
2011
Uniwersjada, Shenzhen – 3. miejsce
Mistrzostwa Europy, Burgas – 15. miejsce
2010
Mistrzostwa Świata, Kerteminde – 20. miejsce
Mistrzostwa Europy, Sopot – 6. miejsce
Puchar Świata, SOF Hyeres – 5. miejsce
Mistrzostwa Polski, Łeba – 1. miejsce
Żeglarka Roku 2010 w województwie pomorskim
2009
Mistrzostwa Świata, Weymouth – 16. miejsce
Mistrzostwa Europy, Tel Aviv – 10. miejsce
Team European Championschips, Sycylia – 1. miejsce
Puchar Świata, SOF Hyeres – 9. miejsce
Puchar Świata, US SAILING’s Rolex Miami OCR – 10. miejsce
Puchar Świata, Trofeo SAR Princesa Sofia MAPFRE – 12. miejsce
Mistrzostwa Hiszpanii, Andalusian Olympic Week – Carnival Trophy – 1. miejsce
Mistrzostwa Polski – 5. miejsce
Młodzieżowe Mistrzostwa Polski – 3. miejsce
2008
Mistrzostwa Świata, Nowa Zelandia – 13. miejsce
Mistrzostwa Europy, Brest – 9. miejsce
Puchar Świata, Kiel Week – 7. miejsce
Młodzieżowe Mistrzostwa Polski – 2. miejsce
2007
Młodzieżowe Mistrzostwa Europy – 1. miejsce
Młodzieżowe Mistrzostwa Polski – 2. miejsce
2006
Mistrzostwa Świata ISAF – brązowy medal
Klasa MISTRAL:
2006
Mistrzostwo Polski
2005
Wicemistrzostwo na Młodzieżowych Mistrzostwach Polski
Brązowy medal Mistrzostw Polski
Długodystansowe Mistrzostwo Polski
2004
Wicemistrzostwo Świata Juniorów
Mistrzostwo Europy Juniorów
Złoty medal na Ogólnopolskiej Olimpiadzie Młodzieży
Wicemistrzostwo Polski Juniorów
2003
Srebrny medal na Ogólnopolskiej Olimpiadzie Młodzieży